# Antigua-et-Barbuda aux Jeux olympiques d'été de 1996
Antigua-et-Barbuda participe aux Jeux olympiques d'été de 1996 à Atlanta aux États-Unis du 19 juillet au 4 août 1996. Il s'agit de sa 5e participation à des Jeux d'été.
La délégation antiguaise comporte 13 athlètes dans 4 sports différents (athlétisme, canoë, cyclisme et voile). Aucun de ces 13 athlètes n'a remporté une médaille.

## Résultats

### Athlétisme
Hommes
Courses
| Athlète                                                     | Épreuve      | Séries   | Séries | Quarts de finale | Quarts de finale | Demi-finales | Demi-finales | Finale   | Finale |
| Athlète                                                     | Épreuve      | Résultat | Rang   | Résultat         | Rang             | Résultat     | Rang         | Résultat | Rang   |
| ----------------------------------------------------------- | ------------ | -------- | ------ | ---------------- | ---------------- | ------------ | ------------ | -------- | ------ |
| N'Kosie Barnes Mitchell Browne Howard Lindsay Michael Terry | 4x400 mètres | 3:09.46  | 6e     | -                | -                | -            | -            | -        | -      |

Femmes
Courses
| Athlète                                                    | Épreuve      | Séries   | Séries | Quarts de finale | Quarts de finale | Demi-finales | Demi-finales | Finale   | Finale |
| Athlète                                                    | Épreuve      | Résultat | Rang   | Résultat         | Rang             | Résultat     | Rang         | Résultat | Rang   |
| ---------------------------------------------------------- | ------------ | -------- | ------ | ---------------- | ---------------- | ------------ | ------------ | -------- | ------ |
| Sonia Williams Dine Potter Heather Samuel Charmaine Thomas | 4x100 mètres | 45.09    | DNF    | -                | -                | -            | -            | -        | -      |
| Sonia Williams Dine Potter Heather Samuel Charmaine Thomas | 4x400 mètres | 3:44.98  | 6e     | -                | -                | -            | -            | -        | -      |

### Canoë-kayak

#### Course en ligne
| Jacob Lehrer Pieter Lehrer | C2 – 1000 m | 5:20.421 | 9e | – | – | – | – | – | – | – | – |

| Heidi Lehrer | K1 500 mètres | 3:00.672 | 8e | – | – | – | – | – | – | – | – |

## Cyclisme

### VTT
| Athlète        | Compétition              | Temps   | Rang    |
| -------------- | ------------------------ | ------- | ------- |
| Rory Gonsalves | Cross-country VTT hommes | abandon | abandon |

## Voile
| Athlète(s) | Compétition | Régate 1 | Régate 2 | Régate 3 | Régate 4 | Régate 5 | Régate 6 | Régate 7 | Régate 8 | Régate 9 | Régate 10 | Total net | Total net | Medal Race | Total | Rang |
| Athlète(s) | Compétition | Score    | Score    | Score    | Score    | Score    | Score    | Score    | Score    | Score    | Score     | Score     | Rang      | Score      | Total | Rang |
| ---------- | ----------- | -------- | -------- | -------- | -------- | -------- | -------- | -------- | -------- | -------- | --------- | --------- | --------- | ---------- | ----- | ---- |
| Karl James | RS:X        | 45       | 35       | 39       | 35       | 39       | 57       | 34       | 45       | 49       | 40        | 361       | 45e       | 28         | 446   | 43e  |